# Comuna Oplotnica
Oplotnica (Občina Oplotnica) este o comună din Slovenia, cu o populație de 3.866 de locuitori (2002).

## Localități
Božje, Brezje pri Oplotnici, Dobriška vas, Dobrova pri Prihovi, Čadram, Gorica pri Oplotnici, Koritno, Kovaški Vrh, Lačna Gora, Malahorna, Markečica, Okoška Gora, Oplotnica, Pobrež, Prihova, Raskovec, Straža pri Oplotnici, Ugovec, Zgornje Grušovje, Zlogona Gora, Zlogona vas